# Johab
Johab (in Windows Codepage 1361) ist eine Kodierung der koreanischen Schrift. Sie wird in KS C 5601:1992, Annex 3 beschrieben.
Johab ist eine 15-Bit-Kodierung, bei der jedes Jamo in 5 Bit kodiert ist. Drei Jamos bilden somit eine 15 Bit lange Silbe. Im Gegensatz zur Wansung-Kodierung können in Johab alle 11.172 möglichen Hangul-Silben gebildet werden.
Johab wurde mittlerweile durch die Codepage 949 und Unicode abgelöst.